# Early Days: Best of Led Zeppelin Volume One
Early Days: Best of Led Zeppelin Volume One — альбом-компіляція британського рок-гурту Led Zeppelin, випущений лейблом Atlantic Records 23 листопада 1999 року. Збірка містить пісні з перших чотирьох альбомів гурту, які були записані протягом 1968 —  1971 років. Альбом посів 71 сходинку у чартах Біллборду.

## Список пісень
1. «Good Times, Bad Times» (Джон Бонам, Джон Пол Джонс, Джиммі Пейдж) — 2:46
2. «Babe I'm Gonna Leave You» (Енн Бердон) — 6:41
3. «Dazed and Confused» (Джейк Холмс, Пейдж) — 6:26
4. «Communication Breakdown» (Бонам, Джонс, Пейдж) — 2:27
5. «Whole Lotta Love» (Джон Бонам, Віллі Діксон, Джон Пол Джонс, Джиммі Пейдж, Роберт Плант) — 5:34
6. «What Is and What Should Never Be» (Пейдж, Плант) — 4:44
7. «Immigrant Song» (Джиммі Пейдж, Роберт Плант) — 2:23
8. «Since I’ve Been Loving You» (Пейдж, Плант, Джонс) — 7:24
9. «Black Dog» (Джиммі Пейдж, Роберт Плант, Джон Пол Джонс) — 4:57
10. «Rock and Roll» (Пейдж, Плант, Джонс Джон Бонам) — 3:40
11. «The Battle of Evermore» (Пейдж, Плант) — 5:52
12. «When the Levee Breaks» (Пейдж, Плант, Джонс, Бонам, Мемфіс Мінні) — 7:07
13. «Stairway to Heaven» (Пейдж, Плант) — 8:03

## Учасники запису
- Джиммі Пейдж — акустична гітара, електрична гітара, бек-вокал, мандоліна, продюсер;
- Роберт Плант — вокал, губна гармоніка;
- Джон Пол Джонс — синтезатор, бас-гітара, клавішні, блокфлейта, мандоліна;
- Джон Бонам — ударні;
- Сенді Денні — вокал у «The Battle of Evermore»;

## Додаткові відомості
На обкладинці зображено молодих учасників гурту у формі американських астронавтів програми Аполлон. Як фон використано зоряне небо у залишках від вибуху зірки. У центральному логотипі вказано назву гурту та Місяць, в око якому врізалася ракета.
Розширена версія диску містить відеокліп «Communication Breakdown», який було взято з телевізійної зйомки у Швеції в 1969 році.
Перші чотири пісні альбому взято з першого альбому гурту, наступні дві з Led Zeppelin II. Сьома і восьма доріжки ввійшли з Led Zeppelin III, а останні композиції альбому додано з найуспішнішого альбому гурту — Led Zeppelin IV.
У каталогах альбом позначають Atlantic 7567832682.